# Gaël Monfils
Gaël Sébastien Monfils (París, 1 de setembre de 1986) és un jugador professional de tennis francès.
L'any 2004 finalitzà la temporada com a número 1 entre els júniors, i va guanyar tres dels quatre títols de Grand Slam (l'Obert d'Austràlia, Roland Garros i Wimbledon). Estigué a prop d'arribar a l'assoliment de Stefan Edberg d'obtenir el «Grand Slam Junior», ja que caigué en la tercera ronda de l'Obert dels Estats Units enfront de Viktor Troicki.
Durant el 2008 va arribar la seua millor actuació en un torneig de Grand Slam, en arribar a les semifinals de Roland Garros, instància en la qual va perdre amb el suís Roger Federer. Va esdevenir el primer francès a arribar a esta instància des que en el 2001 ho fera Sébastien Grosjean. El seu millor rànquing individual fou el sisè lloc el 2016. En el seu palmarès hi destaquen deu títols individuals.

## Biografia
Malgrat néixer a França, les arrels de la seva família són caribenyes, ja que el seu pare (Rufin) és un exfutbolista original de Guadalupe i la seva mare (Sylvette) és infermera provinent de Martinica. Té un germà més jove que també és tennista (Daryl). Junts només han disputat un torneig junts a Montpeller (2012).
Sempre ha estat un gran esportista per les seves condicions físiques, per exemple, de jove fou atleta i guanyà els campionats sub 13 i sub 14 en la prova de 100 metres llisos, però va preferir jugar a tennis per gaudia més amb aquest esport. També és un gran seguidor de bàsquet, especialment de la NBA i del jugador Carmelo Anthony. Va aparèixer en el videoclip de la cançó "Hello", de Martin Solveig i Dragonette, junt a Novak Đoković.

## Palmarès

### Individual: 35 (13−22)
| Llegenda (pre/post 2009)                                 |
| -------------------------------------------------------- |
| Grand Slams (0−0)                                        |
| Tennis Masters Cup / ATP Finals (0−0)                    |
| ATP Masters Series / ATP World Tour Masters 1000 (0−3)   |
| ATP International Series Gold / ATP World Tour 500 (3−5) |
| ATP International Series / ATP World Tour 250 (10−14)    |

| Títols per superfície |
| --------------------- |
| Dura (12−15)          |
| Gespa (0−1)           |
| Terra batuda (1−5)    |
| Moqueta (0−1)         |

| Resultat  | Núm. | Data                   | Torneig                     | Superfície   | Oponent               | Marcador            |
| --------- | ---- | ---------------------- | --------------------------- | ------------ | --------------------- | ------------------- |
| Guanyador | 1.   | 6 d'agost de 2005      | Varsòvia, Polònia           | Terra batuda | Florian Mayer         | 7−6(6), 4−6, 7−5    |
| Finalista | 1.   | 9 d'octubre de 2005    | Metz, França                | Dura (i)     | Ivan Ljubičić         | 6−7(7), 0−6         |
| Finalista | 2.   | 31 d'octubre de 2005   | Lió, França                 | Moqueta (i)  | Andy Roddick          | 3−6, 2−6            |
| Finalista | 3.   | 7 de gener de 2006     | Doha, Qatar                 | Dura         | Roger Federer         | 3−6, 6−7(5)         |
| Finalista | 4.   | 26 de maig de 2007     | Pörtschach, Àustria         | Terra batuda | Juan Mónaco           | 6−7(3), 0−6         |
| Finalista | 5.   | 12 d'octubre de 2008   | Viena, Àustria              | Dura (i)     | Philipp Petzschner    | 4−6, 4−6            |
| Finalista | 6.   | 28 de febrer de 2009   | Acapulco, Mèxic             | Terra batuda | Nicolás Almagro       | 4−6, 4−6            |
| Guanyador | 2.   | 27 de setembre de 2009 | Metz                        | Dura (i)     | Philipp Kohlschreiber | 7−6(1), 3−6, 6−2    |
| Finalista | 7.   | 15 de novembre de 2009 | París, França               | Dura (i)     | Novak Đoković         | 2−6, 7−5, 6−7(3)    |
| Finalista | 8.   | 18 de juliol de 2010   | Stuttgart, Alemanya         | Terra batuda | Albert Montañés       | 2−6, 2−1, retirada  |
| Finalista | 9.   | 10 d'octubre de 2010   | Tòquio, Japó                | Dura         | Rafael Nadal          | 1−6, 5−7            |
| Guanyador | 3.   | 31 d'octubre de 2010   | Montpeller, França          | Dura (i)     | Ivan Ljubičić         | 6−2, 5−7, 6−1       |
| Finalista | 10.  | 14 de novembre de 2010 | París (2)                   | Dura (i)     | Robin Söderling       | 1−6, 6−7(1)         |
| Finalista | 11.  | 7 d'agost de 2011      | Washington DC, Estats Units | Dura         | Radek Štěpánek        | 4−6, 4−6            |
| Guanyador | 4.   | 23 d'octubre de 2011   | Estocolm, Suècia            | Dura (i)     | Jarkko Nieminen       | 7−5, 3−6, 6−2       |
| Finalista | 12.  | 7 de gener de 2012     | Doha (2)                    | Dura         | Jo-Wilfried Tsonga    | 5−7, 3−6            |
| Finalista | 13.  | 5 de febrer de 2012    | Montpeller                  | Dura (i)     | Tomáš Berdych         | 2−6, 6−4, 3−6       |
| Finalista | 14.  | 25 de maig de 2013     | Niça, França                | Terra batuda | Albert Montañés       | 0−6, 6−7(3)         |
| Finalista | 15.  | 24 d'agost de 2013     | Winston-Salem, Estats Units | Dura         | Jürgen Melzer         | 3−6, 1−2, retirada  |
| Finalista | 16.  | 5 de gener de 2014     | Doha (3)                    | Dura         | Rafael Nadal          | 1−6, 7−6(5), 6−2    |
| Guanyador | 5.   | 9 d'octubre de 2014    | Montpeller (2)              | Dura (i)     | Richard Gasquet       | 6−4, 6−4            |
| Finalista | 17.  | 22 de febrer de 2015   | Marsella, França            | Dura (i)     | Gilles Simon          | 4−6, 6−1, 6−7(4)    |
| Finalista | 18.  | 14 de febrer de 2016   | Rotterdam, Països Baixos    | Dura (i)     | Martin Kližan         | 7−6(1), 3−6, 1−6    |
| Finalista | 19.  | 17 d'abril de 2016     | Montecarlo, Mònaco          | Terra batuda | Rafael Nadal          | 5−7, 7−5, 0−6       |
| Guanyador | 6.   | 24 de juliol de 2016   | Washington DC               | Dura         | Ivo Karlović          | 5−7, 7−6(6), 6−4    |
| Finalista | 20.  | 1 de juliol de 2017    | Eastbourne, Regne Unit      | Gespa        | Novak Đoković         | 3−6, 4−6            |
| Guanyador | 7.   | 6 de gener de 2018     | Doha                        | Dura         | Andrei Rubliov        | 6−2, 6−3            |
| Finalista | 21.  | 21 d'octubre de 2018   | Anvers, Bèlgica             | Dura (i)     | Kyle Edmund           | 6−3, 6−7(2), 6−7(4) |
| Guanyador | 8.   | 17 de febrer de 2019   | Rotterdam                   | Dura (i)     | Stan Wawrinka         | 6−3, 1−6, 6−2       |
| Guanyador | 9.   | 9 de febrer de 2020    | Montpeller (3)              | Dura (i)     | Vasek Pospisil        | 7−5, 6−3            |
| Guanyador | 10.  | 16 de febrer de 2020   | Rotterdam (2)               | Dura (i)     | Félix Auger-Aliassime | 6−2, 6−4            |
| Finalista | 22.  | 3 d'octubre de 2021    | Sofia, Bulgària             | Dura (i)     | Jannik Sinner         | 3−6, 4−6            |
| Guanyador | 11.  | 9 de gener de 2022     | Adelaida, Austràlia         | Dura         | Karén Khatxànov       | 6−4, 6−4            |
| Guanyador | 12.  | 22 de novembre de 2023 | Estocolm (2)                | Dura (i)     | Pavel Kotov           | 4−6, 7−6(6), 6−3    |
| Guanyador | 13.  | 11 de gener de 2025    | Auckland, Nova Zelanda      | Dura         | Zizou Bergs           | 6−3, 6−4            |

### Equips: 2 (0−2)
| Resultat  | Núm. | Data                      | Torneig                     | Superfície       | Equip                                               | Oponents                                                          | Marcador |
| --------- | ---- | ------------------------- | --------------------------- | ---------------- | --------------------------------------------------- | ----------------------------------------------------------------- | -------- |
| Finalista | 1.   | 3−5 de desembre de 2010   | Copa Davis, Belgrad, Sèrbia | Dura (i)         | Gilles Simon Arnaud Clément Michaël Llodra          | Novak Đoković Viktor Troicki Janko Tipsarević Nenad Zimonjić      | 2−3      |
| Finalista | 2.   | 21−23 de novembre de 2014 | Copa Davis, Lilla, França   | Terra batuda (i) | Julien Benneteau Richard Gasquet Jo-Wilfried Tsonga | Marco Chiudinelli Roger Federer Michael Lammer Stanislas Wawrinka | 1−3      |

## Trajectòria

### Individual
| Torneig | 2004 | 2005        | 2006        | 2007        | 2008  | 2009        | 2010        | 2011        | 2012  | 2013        | 2014        | 2015        | 2016  | 2017        | 2018        | 2019        | 2020        | 2021  | 2022 | 2023 | 2024 | Títols    | V − D     |
| --- | ---- | ----------- | ----------- | ----------- | ----- | ----------- | ----------- | ----------- | ----- | ----------- | ----------- | ----------- | ----- | ----------- | ----------- | ----------- | ----------- | ----- | ---- | ---- | ---- | --------- | --------- |
| Open d'Austràlia | A    | 2R          | 1R          | 3R          | A     | 4R          | 3R          | 3R          | 3R    | 3R          | 3R          | 2R          | QF    | 4R          | 2R          | 2R          | 4R          | 1R    | QF   |      | 2R   | 0 / 18    | 34 − 18   |
| Roland Garros | Q1   | 1R          | 4R          | 3R          | SF    | QF          | 2R          | QF          | A     | 3R          | QF          | 4R          | A     | 4R          | 3R          | 4R          | 1R          | 2R    |      | 2R   |      | 0 / 16    | 38 − 16   |
| Wimbledon | A    | 3R          | 1R          | 3R          | A     | A           | 3R          | 3R          | A     | A           | 2R          | 3R          | 1R    | 3R          | 4R          | 1R          | NC          | 2R    |      |      |      | 0 / 12    | 17 − 12   |
| US Open | A    | 1R          | 2R          | A           | 4R    | 4R          | QF          | 2R          | A     | 2R          | QF          | 1R          | SF    | 3R          | 2R          | QF          | A           | 3R    |      | 2R   |      | 0 / 15    | 32 − 15   |
| Jocs Olímpics | A    | No celebrat | No celebrat | No celebrat | QF    | No celebrat | No celebrat | No celebrat | A     | No celebrat | No celebrat | No celebrat | QF    | No celebrat | No celebrat | No celebrat | No celebrat | 1R    | NC   | NC   |      | 0 / 3     | 6 – 3     |
| ATP World Tour Finals | A    | A           | A           | A           | A     | A           | A           | A           | A     | A           | A           | A           | RR    | A           | A           | A           | A           | A     |      |      |      | 0 / 1     | 0 − 2     |
| Total Victòries−Derrotes                                                                                                   | 3−2  | 25−22       | 20−19       | 21−21       | 30−17 | 42−19       | 46−20       | 38−16       | 19−10 | 33−22       | 36−15       | 34−18       | 44−17 | 20−14       | 29−20       | 37−18       | 16−7        | 18−17 |      |      |      | 519 − 298 | 519 − 298 |
| Rànquing a final d'any | 239  | 30          | 46          | 38          | 14    | 13          | 12          | 15          | 77    | 31          | 18          | 24          | 7     | 46          | 29          | 10          | 11          | 21    |      |      |      |           |           |
| Llegenda: G: Guanyador; F: Finalista; SF: Semifinalista; QF: Quarts de final; Q: Qualificació; A: Absent; RR: Round Robin; |      |             |             |             |       |             |             |             |       |             |             |             |       |             |             |             |             |       |      |      |      |           |           |

### Dobles masculins
| Open d'Austràlia | A   | A           | 1R          | A           | A   | A           | A           | A           | A   | A           | 1R          | A           | A   | A           | A           | A           |             |    | 0 / 2   | 0 − 2   |
| Roland Garros | A   | 1R          | 1R          | 2R          | 1R  | A           | 2R          | 1R          | A   | 1R          | 1R          | 1R          | A   | A           | A           | A           |             |    | 0 / 9   | 2 − 9   |
| Wimbledon | A   | A           | A           | A           | A   | A           | A           | A           | A   | A           | A           | A           | A   | A           | A           | A           |             |    | 0 / 0   | 0 − 0   |
| US Open | A   | 1R          | A           | A           | A   | A           | 1R          | 1R          | A   | A           | A           | A           | A   | A           | A           | A           |             |    | 0 / 3   | 0 − 3   |
| Jocs Olímpics | A   | No celebrat | No celebrat | No celebrat | 1R  | No celebrat | No celebrat | No celebrat | A   | No celebrat | No celebrat | No celebrat | 1R  | No celebrat | No celebrat | No celebrat | No celebrat | 2R | 0 / 3   | 1 – 3   |
| Total Victòries−Derrotes                                                                                                   | 0−1 | 2−10        | 3−7         | 2−3         | 1−6 | 1−2         | 5−10        | 3−8         | 2−5 | 0−5         | 0−6         | 2−9         | 0−1 | 2−2         | 3−5         | 0−2         |             |    | 26 − 82 | 26 − 82 |
| Rànquing a final d'any | 874 | 304         | 391         | 375         | 581 | 526         | 202         | 273         | 561 | −           | −           | 377         | −   | 313         | 273         | −           |             |    |         |         |
| Llegenda: G: Guanyador; F: Finalista; SF: Semifinalista; QF: Quarts de final; Q: Qualificació; A: Absent; RR: Round Robin; |     |             |             |             |     |             |             |             |     |             |             |             |     |             |             |             |             |    |         |         |